# سموم جلدية
السموم الجلدية (dermatotoxin أو dermatoxin)هي مواد كيميائية سامة تلحق الضرر بالجلد أو الأغشية المخاطية أو كليهما، وغالبًا ما تؤدي إلى نخر الأنسجة. يمكن أن تكون السموم الجلدية عبارة عن أدوية أو مواد كيميائية طبيعية أو مواد كيميائية صناعية.
تعتمد شدة تأثيرات العامل السام للجلد بشكل كبير على الجرعة وطريقة التعرض ومعدل انتشاره وصحة الفرد المصاب. ويمكن أن يسبب التهاب الجلد التماسي التحسسي، والتغيرات التي تؤدي إلى سرطان الجلد، والحروق الكيميائية، والتهاب الجلد التهيجي، والتهاب الجلد الضوئي، والتسمم الضوئي، والتغيرات في التصبغ، والشرى.

## أمثلة على السموم الجلدية
- السموم الفطرية تي-2
- ستيغماتموسيتين
- غاز الخردل